# Isosorbida
La isosorbida es un compuesto bicíclico que pertenece tanto al grupo químico de los dioles como el de los heterociclos que contienen oxígeno, que contiene dos anillos de furano fusionados. El material de partida para la isosorbida es el D-sorbitol, que se obtiene por hidrogenación catalítica de la D-glucosa, que a su vez se produce por hidrólisis del almidón. 
La isosorbida es actualmente de gran interés científico y técnico como bloque de construcción de monómeros para biopolímeros policarbonatos, poliésteres, poliuretanos y epóxidos.

## Producción
La hidrogenación de la glucosa da sorbitol. La isosorbida se obtiene por deshidratación catalizada por ácido del D-sorbitol, el cual produce el furanoide monocíclico de sorbitano, que a su vez forma, por deshidratación adicional, el derivado bicíclico de furofurano, la isosorbida.

La reacción da alrededor de un 70-80% de isosorbida además de un 20-30% de subproductos indeseables que tienen que eliminarse de forma costosa mediante destilación, recristalización en alcoholes, recristalización en la masa fundida, mediante una combinación de estos métodos o mediante deposición de la fase de vapor. Un producto de alta pureza (>99,8%) es esencial para el uso de un monómero cuando se van a obtener polímeros de alto peso molecular sin color.